# Dinocrate
Ne doit pas être confondu avec Dinocrate de Rhodes.
Dinocrate est un chef messénien du IIe siècle av. J.-C. Son nom signifie « terriblement puissant ».

## Biographie
Il détache la Messénie de la ligue achéenne. Capturant le chef achéen Philopœmène, il l'assassine (peut-être par le poison, en -183) puis se suicide pour éviter de tomber entre les mains de Lycortas, ami de Philopœmène et stratège de la Ligue achéenne. 